# Venera 8
Venera 8 (Russisch: Венера-8) was een Russische onbemande ruimtevlucht naar Venus aan het begin van de jaren 70. Deze missie had als doel de Venusiaanse atmosfeer te onderzoeken en een zachte landing op de planeet uit te voeren.

## Wat voorafging

### Eerdere missies
De voorgangers van Venera 8 boekten niet al te veel resultaat. De eerste drie mislukten volledig door ontwerpfouten, het daarop volgende trio seinde weliswaar gegevens betreffende de atmosfeer over, maar bezweek onder de barre condities die daar heersten alvorens zij het oppervlak bereikten. De wetenschap kende toentertijd nog niet de exacte luchtdruk en temperatuur op onze buurplaneet zodat deze verkenners, qua ontwerp volstrekt niet op hun taak berekend, al gedoemd waren te falen voor zij de verre reis naar Venus aanvingen.

### Venera 7
De Russen ontwierpen daarom hun landers steeds steviger, maar een zwaarder drukvat en meer warmte-isolatie gingen onvermijdelijk ten koste van de nuttige lading. De A-2-e Molniya draagraket zat aan z'n limiet. Venera 3 had een totaalgewicht van 960 kg, met een lander van 337 kg. De Venera 7 woog al 1180 kg met een lander van 495 kg en deze capsule voerde niet veel wetenschappelijke instrumenten mee.
Met Venera 7 boekte de Sovjet-Unie ten slotte een welverdiend succes. Nadat deze een geslaagde zachte landing uitvoerde, wisten de geleerden en ontwerpers eindelijk welke temperatuur en luchtdruk er aan de oppervlakte van Venus heersten.

### Aangepast ontwerp
Venera 7 was een geval van "overkill". Om absoluut zeker te zijn dat de landingscapsule in functionerende staat de bodem bereikte beschikte deze niet alleen over onnodig zware wanden, maar tevens over gedeeltelijk niet noodzakelijke isolatie tegen de kokende hitte.
Met de juiste gegevens omtrent luchtdruk en temperatuur nu voorhanden, wijzigden de Russen hun ontwerp. Zowel het drukvat met instrumenten als de isolatie werden lichter uitgevoerd. Door alle overbodige bescherming te verwijderen speelden ze zowel extra gewicht als volume vrij; uiteraard zeer welkom omdat Venera 8 hierdoor meer wetenschappelijke instrumenten mee kon voeren.

## Technische uitrusting
Het moederschip was uitgerust met een koelsysteem. Voor het afstoten van de lander werd die afgekoeld, waardoor deze het wat langer uithield op Venus. Verder ontwierpen de Russen een nieuwe isolerende honingraatstructuur van composietmateriaal, bestand tegen hoge temperatuur en druk. Een ander idee behelsde het gebruik van lithiumnitraat-trihydraat. Met een smeltpunt van 30° C kon dit materiaal veel hitte absorberen. Het totaalgewicht van deze sonde bedroeg 1180 kg, de landingscapsule woog 495 kg.

### Wetenschappelijke instrumenten moederschip
Het moederscheepje beschikte over de volgende instrumenten:
- Ultraviolet spectrometer
- Zonnewind-detector
- Detector voor kosmische straling

### Wetenschappelijke instrumenten lander
De bolvormige landingscapsule was uitgerust met:
- Thermometers
- Barometers
- Radarhoogtemeter
- Gammastralings spectrometer. Een detector mat de energie van afzonderlijke gammastralen door de lichtflitsen te bestuderen die deze opwekken in een kristal. Drie gebruikelijk in de bodem voorkomende elementen zijn kalium, thorium en uranium. Deze zenden karakteristieke gammastraling uit op respectievelijk 1,46 MeV, 2,62 MeV en 1,76 MeV. De hoeveelheid van deze metalen varieert echter in de diverse in de bodem aanwezige mineralen, waardoor de samenstelling van de bodem kan worden bepaald. Dit instrument was voor lancering gekalibreerd door proeven met verschillende gesteentes.
- Cadmiumsulfide fotometer, die metingen verrichtte tussen 1 en 10.000 lux. De Sovjet-Unie bouwde namelijk (door toekomstig gebruik van een veel krachtigere lanceerraket) aan een compleet nieuwe, aanzienlijk zwaardere Venera-lander. Dit bood de mogelijkheid camera's in te bouwen, maar de vluchtleiding wilde eerst weten of zonlicht überhaupt door de dichte CO2-atmosfeer heen de oppervlakte bereikte. Immers als het beneden aardedonker bleek moesten de Russen hun lander voorzien van extra krachtige schijnwerpers, die relatief veel ruimte innamen en een stevig beroep deden op de schaarse hoeveelheid elektriciteit uit de boordbatterij.
- Instrument om de aanwezigheid van ammoniak (NH3) in de atmosfeer te meten. De wetenschap dacht ten tijde van deze missie dat een bepaalde ammoniakverbinding een mogelijk bestanddeel van de wolken vormde. Bovendien kwam de wetenschappelijke discussie over zure regen juist op gang.

## Verloop van de missie

### Lancering en vlucht naar Venus
De Venera 8 werd gelanceerd op 27 maart 1972 met een A-2-e Molniya draagraket vanaf Bajkonoer. De reis verliep voorspoedig en na een koerscorrectie op 6 april bereikte de verkenner na een vlucht van 117 dagen zijn bestemming. De robot koelde eerst de landingscapsule, voordat hij deze afstootte.

### Landing
Op 22 juli 1972 om 8.37 uur UTC drong Venera 8 aan de dagkant de atmosfeer van Venus binnen met een snelheid van 41.696 km/uur. De erg dichte Venusiaanse atmosfeer remde de sonde sterk af tot 900 km/uur. Op 60 km hoogte ontplooide de remparachute met een diameter van 2,5 meter zich. De interne koeling schakelde zich in en de sonde seinde tijdens de afdaling wetenschappelijke gegevens over. De lander raakte de grond om 9.32 uur UTC op een positie van 335° W en 10° Z met een ruime marge van 500 km tot de dageraadsgrens en op 3000 km afstand van Venera 7. De zon stond slechts 5° boven de horizon, al verstrooide het wolkendek het tot het oppervlak doorgedrongen zonlicht. Het was de eerste landing tijdens daglicht op Venus.
Het was nu zaak in zo kort mogelijke tijd zo veel mogelijk gegevens te verzamelen; de capsule zou snel de geest geven door de zware omstandigheden aan het Venusoppervlak. Na 50 minuten en 11 seconden bezweek Venera 8 door de hoge temperatuur en luchtdruk op Venus en verloor radiocontact.

### Wetenschappelijke resultaten

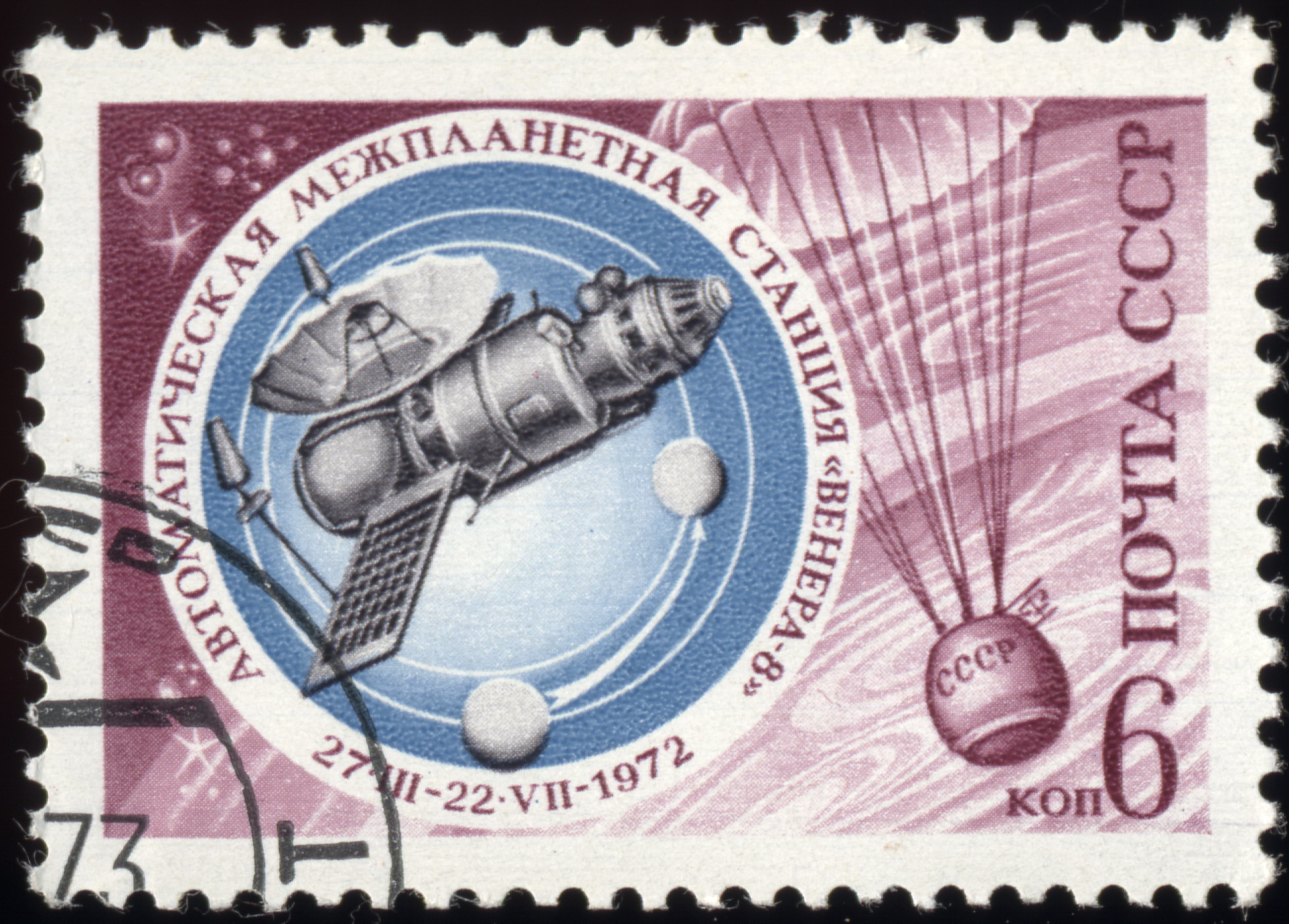
Russische postzegel ter ere van Venera 8

Venera 8 nam een sterke terugval in lichtsterkte waar tussen 35 en 30 km hoogte, maar lager was het lichtverval niet groter dan op grond van een heldere CO2 atmosfeer mocht worden verwacht. Dit duidde er voor de eerste maal op dat het dichte Venusiaanse wolkendek niet doorliep tot vlak boven het oppervlak.
Onder de 10 km hoogte registreerde de sonde windsnelheden van minder dan 1 km/s
Tevens bevestigde deze de eerdere bevindingen van Venera 7 omtrent luchtdruk en temperatuur (90 bar bij 470 °C).
Uiteraard hadden wetenschappers grote belangstelling voor de lichtsterkte aan de oppervlakte in verband met toekomstige missies die eventueel camera's mee konden nemen. Hun verkenner deed 27 lichtsterktemetingen en nam ook 9 temperatuurmetingen van de desbetreffende fotosensor. De deskundigen konden gerust zijn: de lichtsterkte was hetzelfde als op een bewolkte dag op Aarde, met de aantekening dat het zicht ongeveer tot een kilometer reikte. Dit kwam overeen met een mistige dag in Moskou en bleek ruim voldoende om tijdens volgende missies opnames te maken.
Venera 8 trof slechts zeer weinig van de gezochte ammoniakverbinding aan. De gemeten waarden liepen van 0,01 tot 0,1%, maar waarschijnlijk was dat te hoog ingeschat.
De hoogtemeter nam 35 metingen, in hoogte variërend van 45,5 km tot 900 meter, en die stemden overeen met de verwachtingen. Tijdens de afdaling dreef de capsule 60 km af, waarbij de sonde hoogteverschillen aan het oppervlak tot 1200 meter opmerkte. Tevens deed het tijdens deze fase twee metingen, waarbij de permittiviteit en gemiddelde dichtheid van de bodem (1,4 g per cm³) werden vastgelegd.
De gammastralings spectrometer wees op rotsen bestaande uit 4% kalium, 6,5 thoriumdeeltjes per miljoen en 2,2 uraniumdeeltjes per miljoen. Dit kwam meer overeen met graniet dan met basalt, dat latere expedities naar Venus rapporteerden. Pas vele jaren later bleek de reden hiervoor. Nauwkeurige radarmetingen gaven toen aan, dat Venera 8 landde in een gebied met steile vulkanen, waarvan wordt aangenomen dat deze ouder zijn dan de lavameren van afgekoeld basalt die het grootste deel van Venus bedekken.

## Laatste van eerste generatie Venusverkenners
Deze zeer geslaagde vlucht markeerde het einde van een fase in het Venera-programma. De Venera 8 was de laatste verkenner van de eerste, relatief lichte, generatie. Zeker in het begin kenden de sondes vele technische tekortkomingen; bovendien brachten de zware omstandigheden in de Venusiaanse atmosfeer genadeloos alle constructiefouten aan het licht. Dit onderzoeksprogramma kende daarom meerdere valse starts, maar de Sovjet-Unie nam de geleerde lessen ter harte en hervatte enige jaren later de Venusvluchten met ruimteschepen van de tweede generatie. Alhoewel ook deze vluchten zeker niet feilloos verliepen, zou tot het einde van het Venera-programma geen enkele missie meer mislukken.
1 · 2 · 3 · 4 · 5 · 6 · 7 · 8 · 9 · 10 · 11 · 12 · 13 · 14 · 15 · 16 · Vega 1 · Vega 2